# Hastière
Hastière (en való Astire) és un municipi belga de la província de Namur a la regió valona. Es troba als marges de l'Hermeton i del Mosa i comprèn les localitats de Hastière-Lavaux, Agimont, Blaimont, Hastière-par-delà, Heer, Hermeton-sur-Meuse i Waulsort. L'1 de gener del 2024 tenia 6.149 habitants.